# Nokia E75
Il Nokia E75 è un telefonino prodotto dall'azienda finlandese Nokia. È dotato di una tastiera a scomparsa di tipo QWERTY.

## Caratteristiche
- Dimensioni: 112 × 50 × 14 mm
- Massa: 139 g
- Risoluzione display: 240 × 320 pixel a 16 700 000 colori
- Durata batteria in conversazione: 5 ore
- Durata batteria in standby: 260 ore (11 giorni)
- Fotocamera: 3.15 megapixel
- Memoria: 50 MB espandibile con MicroSD fino a 16 GB
- Bluetooth